# Sistema de amortização misto
O sistema de amortização misto (SAM), também conhecido como sistema de amortização crescente (SACRE), é um sistema de amortização híbrido que combina o sistema de amortização constante (SAC) com a Tabela Price.
Neste método, o prazo total do financiamento é dividido em certo número de subperíodos iguais (geralmente 12 meses) e a prestação é mantida constante durante cada subperíodo (como no PRICE), decrescendo linearmente, em passos iguais, quando se passa de qualquer deles ao próximo, como no SAC.
Assim combinam-se as principais vantagens do SAC e do PRICE: 
1. Prestações inicialmente mais altas, mas decrescentes com o tempo
2. Redução do valor total a ser pago
3. Prestações constantes durante os subperíodos

Este método é amplamente usado no SFH (sistema financeiro habitacional), em contratos de aquisição de imóveis que são de longa duração, tipicamente de 10 e 20 anos. Nesse caso, normalmente as parcelas são constantes durante 12 meses e depois vão decrescendo.

## Cálculo
A cada início de subperíodo a Amortização é calculada como o Saldo Devedor dividido pelo número de períodos faltantes:
{\displaystyle A=SD/n_{faltante}}
Neste método, o valor dos juros é igual à taxa de juros (i) vezes o valor do saldo devedor anterior (SD):
{\displaystyle J_{n}=SD_{n-1}*i}
Então já temos como calcular o valor da primeira parcela, que é a soma da amortização com os juros:
{\displaystyle pmt_{1}=J_{1}+A_{1}}
O valor das próximas parcelas dentro de um subperíodo é constante:
{\displaystyle pmt_{1}=pmt_{2}=...=pmt_{12}}
O valor da parcela (pmt) decresce a cada 12 meses e a amortização de cada mês dentro do subperíodo é igual ao valor da parcela, menos o juros do mês.
{\displaystyle A=pmt-J}
Tomemos como exemplo um empréstimo de $ 1 000,00 com taxa de juros de 3% ao mês a ser pago em 24 parcelas mensais. 
Para calcular o valor da primeira parcela:
{\displaystyle A_{1}=SD/n_{faltante}}
{\displaystyle A_{1}=1000/24\approx 41,67}
Os juros da primeira parcela são:
{\displaystyle J_{1}=1000*1,03=30}
Logo, a primeira parcela é:
{\displaystyle pmt_{1}=J_{1}+A_{1}=30+41,67=71,67}
Somente na 13ª parcela, vamos recalcular o valor da parcela, sendo que a amortização vai ser calculada assim:
{\displaystyle A_{13}=SD_{12}/12}
Veja o cálculo deste exemplo na tabela a seguir:
| Período | Saldo Devedor | Parcela {\displaystyle pmt} | Juros {\displaystyle J} | Amortização | Nota                 |
| ------- | ------------- | --------------------------- | ----------------------- | ----------- | -------------------- |
| 0       | R$ 1.000,00   |                             |                         |             |                      |
| 1       | R$ 958,33     | R$ 71,67                    | R$ 30,00                | R$ 41,67    | Cálculo da Parcela   |
| 2       | R$ 915,42     | R$ 71,67                    | R$ 28,75                | R$ 42,92    | Parcela constante    |
| 3       | R$ 871,21     | R$ 71,67                    | R$ 27,46                | R$ 44,20    | Parcela constante    |
| 4       | R$ 825,68     | R$ 71,67                    | R$ 26,14                | R$ 45,53    | Parcela constante    |
| 5       | R$ 778,79     | R$ 71,67                    | R$ 24,77                | R$ 46,90    | Parcela constante    |
| 6       | R$ 730,48     | R$ 71,67                    | R$ 23,36                | R$ 48,30    | Parcela constante    |
| 7       | R$ 680,73     | R$ 71,67                    | R$ 21,91                | R$ 49,75    | Parcela constante    |
| 8       | R$ 629,49     | R$ 71,67                    | R$ 20,42                | R$ 51,24    | Parcela constante    |
| 9       | R$ 576,70     | R$ 71,67                    | R$ 18,88                | R$ 52,78    | Parcela constante    |
| 10      | R$ 522,34     | R$ 71,67                    | R$ 17,30                | R$ 54,37    | Parcela constante    |
| 11      | R$ 466,34     | R$ 71,67                    | R$ 15,67                | R$ 56,00    | Parcela constante    |
| 12      | R$ 408,67     | R$ 71,67                    | R$ 13,99                | R$ 57,68    | Parcela constante    |
| 13      | R$ 374,61     | R$ 46,32                    | R$ 12,26                | R$ 34,06    | Recálculo da Parcela |
| 14      | R$ 339,54     | R$ 46,32                    | R$ 11,24                | R$ 35,08    | Parcela constante    |
| 15      | R$ 303,41     | R$ 46,32                    | R$ 10,19                | R$ 36,13    | Parcela constante    |
| 16      | R$ 266,19     | R$ 46,32                    | R$ 9,10                 | R$ 37,21    | Parcela constante    |
| 17      | R$ 227,86     | R$ 46,32                    | R$ 7,99                 | R$ 38,33    | Parcela constante    |
| 18      | R$ 188,38     | R$ 46,32                    | R$ 6,84                 | R$ 39,48    | Parcela constante    |
| 19      | R$ 147,72     | R$ 46,32                    | R$ 5,65                 | R$ 40,66    | Parcela constante    |
| 20      | R$ 105,83     | R$ 46,32                    | R$ 4,43                 | R$ 41,88    | Parcela constante    |
| 21      | R$ 62,69      | R$ 46,32                    | R$ 3,18                 | R$ 43,14    | Parcela constante    |
| 22      | R$ 18,26      | R$ 46,32                    | R$ 1,88                 | R$ 44,44    | Parcela constante    |
| 23      | R$ 0,00       | R$ 46,32                    | R$ 0,55                 | R$ 18,26    | Parcela constante    |
| 24      | R$ 0,00       | R$ 0,00                     | R$ 0,00                 | R$ 0,00     | Pagto do Restante    |